# Ньюсі Лалонд
Ньюсі Лалонд (англ. Newsy Lalonde; 31 жовтня 1887, Корнвол — 21 листопада 1970, Монреаль) — канадський хокеїст, що грав на позиції центрального нападника.
Член Зали слави хокею з 1950 року. Володар Кубка Стенлі.

## Ігрова кар'єра
Хокейну кар'єру розпочав 1904 року в ОХА.
Загалом провів 106 матчів у НХЛ, включаючи 7 ігор плей-оф Кубка Стенлі.
Протягом професійної клубної ігрової кар'єри, що тривала 24 роки, захищав кольори таких команд: «Монреаль Канадієнс», «Ренфрю Крімері Кінгс», «Ванкувер Мілліонерс», «Саскатун Шейкс» та «Нью-Йорк Амеріканс».

## Тренерська кар'єра
Лалонд з 1917 по 1922 вперше тренує «Монреаль Канадієнс», клуб всі ці п'ять сезонів входить до трійки лідерів НХЛ, але жодного разу не виграє Кубок Стенлі. 
З 1923 по 1926 Ньюсі робить певну паузу з хокеєм, виступає за один з клубів з лакросу. У 1926 очолює «Нью-Йорк Амеріканс». 
З 1929 по 1931 Лалонд головний тренер «Оттава Сенаторс», а у 1932 повертається тренувати «канадців», але і цього разу «Монреаль» так і не здобуде Кубок Стенлі. Найкращим результатом стане вихід до чвертьфіналу. 

## Нагороди та досягнення
- Володар Кубка Стенлі в складі «Монреаль Канадієнс» — 1919.

## Статистика
| Сезон     | Клуб                    | Ліга      | Регулярна першість | Регулярна першість | Регулярна першість | Регулярна першість | Регулярна першість | Плей-оф | Плей-оф | Плей-оф | Плей-оф | Плей-оф |
| Сезон     | Клуб                    | Ліга      | І                  | Г                  | П                  | О                  | ШХ                 | І       | Г       | П       | О       | ШХ      |
| --------- | ----------------------- | --------- | ------------------ | ------------------ | ------------------ | ------------------ | ------------------ | ------- | ------- | ------- | ------- | ------- |
| 1905–06   | Вудсток Сеньйорс        | ОХА       | 7                  | 8                  | 0                  | 8                  | —                  | —       | —       | —       | —       | —       |
| 1906–07   | Канадіан Соо            | ІПХЛ      | 18                 | 29                 | 4                  | 33                 | 27                 | —       | —       | —       | —       | —       |
| 1907–08   | Портейдж Ла Прері Сітіс | МПХЛ      | 1                  | 0                  | 0                  | 0                  | 0                  | —       | —       | —       | —       | —       |
| 1907–08   | Торонто Професіоналс    | ОПХЛ      | 9                  | 32                 | 0                  | 32                 | 37                 | —       | —       | —       | —       | —       |
| 1907–08   | Гейлібері Кометс        | TPHL      | —                  | —                  | —                  | —                  | —                  | 1       | 3       | 0       | 3       | 0       |
| 1908–09   | Торонто Професіоналс    | ОПХЛ      | 11                 | 29                 | 0                  | 29                 | 79                 | —       | —       | —       | —       | —       |
| 1909–10   | «Монреаль Канадієнс»    | НХА       | 6                  | 16                 | 0                  | 16                 | 40                 | —       | —       | —       | —       | —       |
| 1909–10   | Ренфрю Мілліонерс       | НХА       | 5                  | 22                 | 0                  | 22                 | 16                 | —       | —       | —       | —       | —       |
| 1910–11   | «Монреаль Канадієнс»    | НХА       | 16                 | 19                 | 0                  | 19                 | 63                 | —       | —       | —       | —       | —       |
| 1911–12   | «Ванкувер Мілліонерс»   | ТОХА      | 15                 | 27                 | 0                  | 27                 | 51                 | —       | —       | —       | —       | —       |
| 1912–13   | «Монреаль Канадієнс»    | НХА       | 18                 | 25                 | 0                  | 25                 | 61                 | —       | —       | —       | —       | —       |
| 1913–14   | «Монреаль Канадієнс»    | НХА       | 14                 | 22                 | 5                  | 27                 | 23                 | 1       | 0       | 0       | 0       | 2       |
| 1914–15   | «Монреаль Канадієнс»    | НХА       | 7                  | 4                  | 3                  | 7                  | 17                 | —       | —       | —       | —       | —       |
| 1915–16   | «Монреаль Канадієнс»    | НХА       | 24                 | 28                 | 6                  | 34                 | 78                 | —       | —       | —       | —       | —       |
| 1916–17   | «Монреаль Канадієнс»    | НХА       | 18                 | 28                 | 7                  | 35                 | 61                 | 1       | 1       | 0       | 1       | 23      |
| 1917–18   | «Монреаль Канадієнс»    | НХЛ       | 14                 | 23                 | 0                  | 23                 | 16                 | 2       | 4       | 2       | 6       | 17      |
| 1918–19   | «Монреаль Канадієнс»    | НХЛ       | 17                 | 22                 | 10                 | 32                 | 40                 | 5       | 11      | 2       | 13      | 15      |
| 1919–20   | «Монреаль Канадієнс»    | НХЛ       | 23                 | 37                 | 9                  | 46                 | 34                 | —       | —       | —       | —       | —       |
| 1920–21   | «Монреаль Канадієнс»    | НХЛ       | 24                 | 33                 | 10                 | 43                 | 36                 | —       | —       | —       | —       | —       |
| 1921–22   | «Монреаль Канадієнс»    | НХЛ       | 20                 | 9                  | 5                  | 14                 | 20                 | —       | —       | —       | —       | —       |
| 1922–23   | «Саскатун Кресентс»     | ЗКХЛ      | 29                 | 30                 | 4                  | 34                 | 44                 | —       | —       | —       | —       | —       |
| 1923–24   | «Саскатун Кресентс»     | ЗКХЛ      | 21                 | 10                 | 10                 | 20                 | 24                 | —       | —       | —       | —       | —       |
| 1924–25   | «Саскатун Шейкс»        | ЗКХЛ      | 22                 | 8                  | 6                  | 14                 | 42                 | 2       | 0       | 0       | 0       | 4       |
| 1925–26   | «Саскатун Шейкс»        | ЗХЛ       | 3                  | 0                  | 0                  | 0                  | 2                  | 2       | 0       | 0       | 0       | 2       |
| 1926–27   | «Нью-Йорк Амеріканс»    | НХЛ       | 1                  | 0                  | 0                  | 0                  | 2                  | —       | —       | —       | —       | —       |
| 1927–28   | «Квебек Біверс»         | КАХЛ      | 1                  | 0                  | 0                  | 0                  | 0                  | —       | —       | —       | —       | —       |
| НХЛ разом | НХЛ разом               | НХЛ разом | 99                 | 124                | 27                 | 151                | 138                | 7       | 15      | 4       | 19      | 32      |
| НХА разом | НХА разом               | НХА разом | 104                | 150                | 26                 | 176                | 355                | 2       | 1       | 0       | 1       | 25      |